# ترز بروگورده
ترز بروگورده (انگلیسی: Therese Brogårde؛ زادهٔ ۳۰ ژانویهٔ ۱۹۸۰) بازیکن فوتبال اهل سوئد است.
از باشگاه‌هایی که در آن بازی کرده‌است می‌توان به دیوری گردن اشاره کرد.